# سفر هوشع

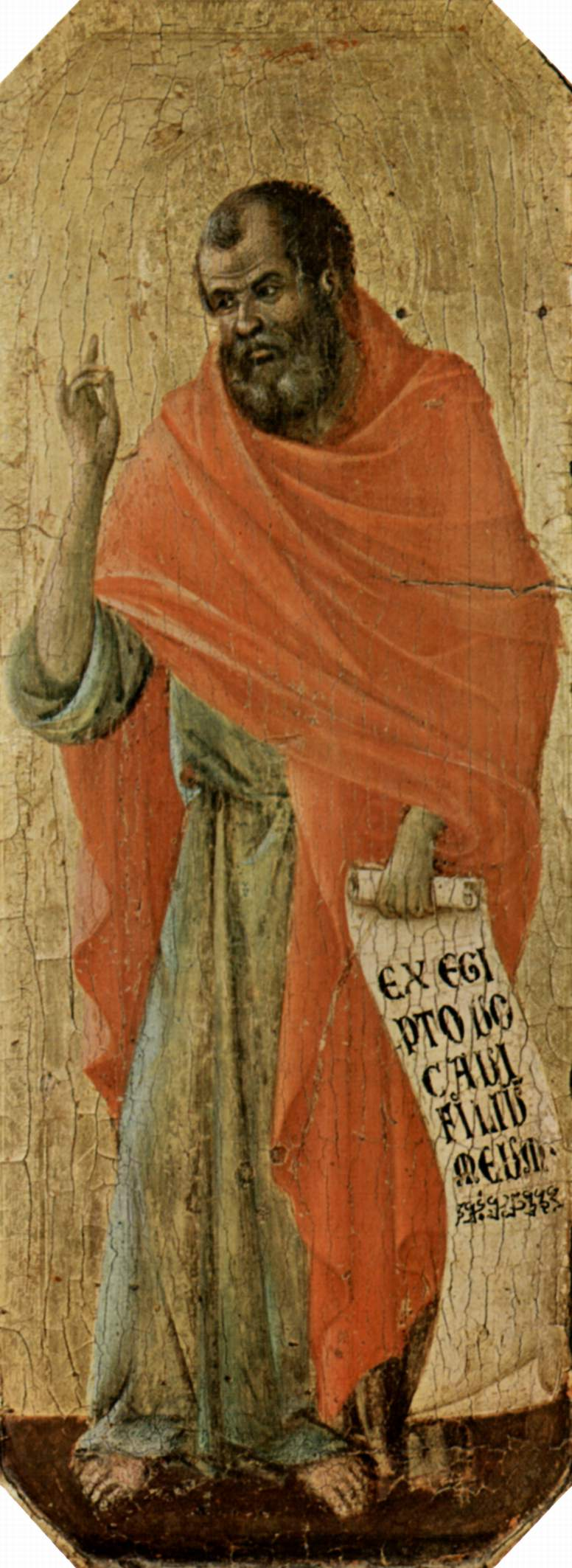

سفر هوشع هو أحد اسفار التناخ والعهد القديم.